# Старков Володимир Альфредович
Володимир Альфредович Старков (нар. 3 січня 1949, Уфа— пом. 11 березня 2013, Луганськ) — радянський футболіст, що грав на позиції нападника. Відомий насамперед виступами за луганську «Зорю», у складі якої став чемпіоном СРСР 1972 року, та московський ЦСКА, у складі якого Володимир Старков грав у чемпіонському для московських армійців чемпіонаті СРСР 1970 року, виступав також за низку друголігових футбольних клубів Росії, України та Казахстану. Перший вихованець башкирського футболу, який став чемпіоном СРСР з футболу.

## Клубна кар'єра
Володимир Старков народився в Уфі. З 13 років розпочав займатися футболом у групі підготовки місцевої футбольної команди майстрів «Будівельник», яка виступала на той час у другій групі класу «А». Протягом трьох років занять та участі у багатьох республіканських та всесоюзних футбольних турнірах здібності молодого футболіста помітили тренери головної команди уфимського клубу, і після дворічного перебування у дублюючому складі, де Старков став найкращим бомбардиром, молодий футболіст у 1967 році дебютував у основному складі команди. Наступного сезону Володимир Старков став найкращим бомбардиром уфимської команди, відзначившись у чемпіонаті 10 забитими м'ячами. А вже наступного року, ймовірно на тренувальних зборах уфимської команди на півдні Радянського Союзу, талановитого нападника помітили селекціонери московського ЦСКА (існує легенда, що здібності Старкова оцінив особисто буцімто сам Всеволод Бобров), і новий сезон 1969 року молодий нападник розпочав у складі московських армійців. У першому сезоні за армійців Старков грав виключно за дублюючий склад, а у сезоні 1970 року зіграв ще й 3 матчі в основному складі, у тому числі й у «золотому» матчі за чемпіонство з московським «Динамо» у Ташкенті. Формально Володимир Старков міг би претендувати на звання чемпіона СРСР 1970 року, але на той час кількість медалей за призові місця в союзних чемпіонатах суворо лімітувалась, і медалі вручались переважно футболістам, що зіграли не менше половини матчів у чемпіонаті.
По завершенні армійської служби та виступів за ЦСКА Володимир Старков повертається до Уфи, але там його швидко помітили селекціонери ворошиловградської Зорі, і новий сезон 1971 року футболіст розпочинає у Ворошиловграді. Там вихованець башкирського футболу швидко став одним із гравців основного складу, виступав на позиції центрального нападника, відзначався хорошою технікою, й основним його завданням на полі була дезорганізація оборонних дій суперників. Наступного року Володимир Старков зіграв 15 матчів у чемпіонаті СРСР, у яких відзначився 3 забитими м'ячами, що нарешті дало йому право на отримання золотих медалей чемпіонату СРСР з футболу. У «Зорі» нападник виступав ще наступного сезону, але випав із основного складу, і догравав сезон у друголіговому сєвєродонецькому «Хіміку». Далі Володимир Старков продовжив свою кар'єру в Казахстані, де виступав за клуб із майбутньої казахської столиці, який спочатку називався «Динамо», а пізніше перейменований у «Цілинник». У 1978 році футболіст повертається в Україну, де провів один сезон у друголіговому горлівському «Шахтарі».

## Арешт та завершення футбольної кар'єри
На початку 1979 року Володимир Старков отримав запрошення від друголігового клубу із Луцька «Торпедо», де розпочали створення оновленого складу команди дует фахівців Євген Пестов та В'ячеслав Першин. У цій команді Старков швидко став лідером атакуючої ланки команди, та майже до кінця сезону лідирував у списку найкращих бомбардирів «Торпедо». відзначившись у 33 зіграних матчах 14 забитими м'ячами. Але несподівано у житті футболіста сталась подія. яка перекинула з ніг на голову все його подальше життя. У вересні 1979 року при перетині радянсько-польського кордону, коли команда «Торпедо» прямувала на товариський матч із командою «Холмянка», у Володимира Старкова при митному огляді знайшли 500 американських доларів. На той час це була надзвичайна подія, адже навіть зберігання іноземної валюти каралось згідно кримінального кодексу, а за валютні операції у великих розмірах взагалі передбачалась вища міра покарання — смертна кара. Футболіст відразу ж був заарештований та поміщений до луцького СІЗО. Надзвичайна подія із найкращим бомбардиром команди негативно вплинула й на команду; на гравців та тренерський штаб посипались догани та постійні перевірки, частими стали запрошення на співбесіди гравців та тренерів у органи державної безпеки. У результаті команда, яка у порівнянні з попереднім сезоном із 21 місця піднялась на 12 і помітно прогресувала, знову скотилась на 22 місце, і лише відчайдушними зусиллями не вилетіла з другої ліги, та зайняла у підсумку 20 місце. Від суворого вироку Володимира Старкова врятувало звання чемпіона СРСР та звання майстра спорту, і він отримав лише три роки умовного ув'язнення, а дружина футболіста — чотири роки умовного ув'язнення. Хоча й реальний тюремний строк футболіст не отримав, але він не зміг, зважаючи на вищевказані події, продовжити виступи у командах майстрів, і виїхав до Ворошиловграда, де виступав ще кілька років у командах колективів фізкультури до повного завершення виступів на футбольних полях. Принагідно слід зазначити, що луцькі вболівальники не були обізнані про реальні причини спаду гри команди та раптове зникнення її найкращого бомбардира, і тому закидали місцевий спорткомітет та тренерський штаб обурливими листами. Місцева преса спочатку відмовчувалась, пізніше почала розповідати про якийсь «аморальний вчинок» Старкова, і лише у січні наступного року у місцевій газеті «Радянська Волинь» було опубліковано фейлетон «Долари у футбольній гетрі», у якому наводились деякі подробиці цієї історії.

## Останні роки життя та смерть
Після закінчення футбольної кар'єри Володимир Старков мешкав у Луганську, де пройшли найкращі роки його футбольного життя. На початку 90-х років XX століття на Володимира Старкова здійснили напад підлітки-хулігани. У результаті колишній футболіст отримав важку черепно-мозкову травму, тривалий час лікувався, переніс три операції на головному мозку та був у результаті визнаний інвалідом І групи. 11 березня 2013 року після довготривалої боротьби з хворобою Володимир Старков помер у Луганську.

## Досягнення
- Чемпіон СРСР: 1972